# 岐本金属
株式会社岐本金属（きもときんぞく、英文名称:Kimoto Kinzoku Corporation）は、日本のスクラップリサイクル会社。

## 概要
製鋼・鋳物原料となる鉄スクラップ、レアメタルと呼ばれる非鉄金属スクラップのリサイクルを主に手掛け、一般鋼材、中古品も取り扱っている。
千葉市新港に開設したスクラップ加工処理場「美浜シッピングヤード」は専用バースを備え、国内外への海上輸送が可能である。

## 沿革
- 1985年 - 有限会社岐本金属を設立。
- 1990年 - 松尾工場を建設。高炉電炉メーカー向けスクラップのギロチンシャー加工及びプレス加工に進出。
- 1996年 - 産業廃棄物収集運搬業許可取得。許可番号：第1200041526号
- 1997年 - とび、土木工事業、東京都知事許可（般-14）第118613号　一般建築物解体業に進出。
- 2002年 - 会社名を株式会社岐本金属に変更。 産業廃棄物処分業許可取得（松尾工場）。千葉県知事許可　許可番号：第1220041526号
- 2006年 - 東京都江東区東陽町に本社移転。
- 2009年 - 千葉県千葉市美浜区新港にスクラップ加工処理場「美浜シッピングヤード」を開設。
- 2010年 -  産業廃棄物処分業許可取得。許可番号　第5520041526号

## 関連会社
- 株式会社ミヤグチスチール